# Georg Caspar Wecker
Pour les articles homonymes, voir Wecker (homonymie).
Georg Caspar Wecker (baptisé le 2 avril 1632 − mort le 20 avril 1695) est un organiste et compositeur baroque allemand. Compositeur mineur de l'école de Nuremberg, Wecker est connu pour avoir été l'un des premiers professeurs de Johann Pachelbel.

## Biographie
Wecker est né et a passé toute sa vie à Nuremberg. Il reçoit ses premières leçons de musique de son père Johann et, à l'âge de 15 ans, il était déjà autorisé à jouer de l'orgue. À partir de 1651, il est organiste à St. Walpurg, puis en 1654, il est organiste à la Église Notre-Dame de Nuremberg. Quatre ans plus tard, il devient organiste de la Egidienkirche, le troisième poste le plus important du genre dans la ville. Il y travaille pendant 28 ans. En 1686, il devient organiste de la principale église paroissiale de Nuremberg de l'époque, l'Église Saint-Sébald de Nuremberg. Wecker occupe ce poste jusqu'à sa mort en 1695 et est remplacé par Johann Pachelbel.
Professeur acclamé, Wecker était, avec Heinrich Schwemmer, un maillon important de la tradition enseignant-élève de Nuremberg au XVIIe siècle. Lui-même élève de Kindermann, il a enseigné les instruments à clavier et la composition à Johann Krieger et Johann Pachelbel. Peu de ses œuvres nous sont parvenues : plusieurs cantates, une quarantaine de chansons et une fugue au clavier.